# Kopfing bei Kaindorf
Kopfing ist eine Ortschaft und eine Katastralgemeinde der Gemeinde Kaindorf im Bezirk Hartberg-Fürstenfeld in Steiermark. Die Ortschaft hat 398 Einwohner (Stand 1. Jänner 2024). Bis Ende 1967 war Kopfing eine eigenständige Gemeinde.

## Geografie
Kopfing liegt knapp östlich der Wechsel Straße und besteht weiters aus den Weilern Gießhübl, Holzhöf und Lebenhöf, den Rotten Auffenberg und Marbach, den zerstreuten Häusern Kopfing bei Kaindorf-Zerstreute Häuser, Nörning und Pirchegg (370 m ü. A.) sowie einigen Einzellagen. Am 1. April 2020 umfasste die Rotte 151 Adressen.

## Siedlungsentwicklung
Zum Jahreswechsel 1979/1980 befanden sich in der Katastralgemeinde Kopfing insgesamt 190 Bauflächen mit 59.056 m² und 320 Gärten auf 864.299 m², 1989/1990 gab es 166 Bauflächen. 1999/2000 war die Zahl der Bauflächen auf 302 angewachsen und 2009/2010 bestanden 210 Gebäude auf 321 Bauflächen.

## Geschichte
Laut Adressbuch von Österreich waren im Jahr 1938 in Kopfing ein Gastwirt, zwei Landesproduktehändler, ein Maurermeister, eine Mühle, ein Pferdehändler, ein Sägewerk, ein Trafikant, zwei Tischler, ein Uhrmacher, zwei Viehhändler und zahllose Landwirte ansässig. Weiters gab es beim Ort ein Elektrizitätswerk.
Mit 1. November 1951 wurde Kopfing in Kopfing bei Kaindorf umbenannt.
Mit 1. Jänner 1968 wurde die bis dahin selbständige Gemeinde nach Kaindorf eingegliedert.

## Bodennutzung
Die Katastralgemeinde ist landwirtschaftlich geprägt. 508 Hektar wurden zum Jahreswechsel 1979/1980 landwirtschaftlich genutzt und 268 Hektar waren forstwirtschaftlich geführte Waldflächen. 1999/2000 wurde auf 577 Hektar Landwirtschaft betrieben und 264 Hektar waren als forstwirtschaftlich genutzte Flächen ausgewiesen. Ende 2018 waren 526 Hektar als landwirtschaftliche Flächen genutzt und Forstwirtschaft wurde auf 262 Hektar betrieben. Die durchschnittliche Bodenklimazahl von Kopfing beträgt 43 (Stand 2010).